# محاکمه (ترانه)
«محاکمه» (به انگلیسی: The Trial) که همچنین با نام، «محاکمه توسط عروسک ها خیمه شب بازی» (به انگلیسی: Trial by Puppet) در طول ساخت آهنگ نیزشناخته می شد؛ ترانه‌ای از پینک فلوید است. این ترانه در آلبوم مفهومی/راک اوپرا دیوار و فیلم دیوار پینک فلوید قرار دارد.

## داستان
این آهنگ که حالت اپرا راک دارد، با زنگ دادگاه و صدای کفش در راهرو آغاز می‌شود. قاضی یک کِرم است! 
صبح بخیر عالیجناب کِرم!
پینک در ذهنش خود را به جرم نشان دادن «احساسات تقریبا انسانی» محکوم می‌کند، معلمش، همسرش و سپس مادرش در دادگاه حاضر می‌شوند و شهادت می‌دهند و پینک خود در دو قسمت آهنگ اعتراف می‌کند که دیوانه شده است:
۱-دیوانه! اسباب‌بازی‌های زیر شیروانی، من دیوانه‌ام!

۲- دیوانه! بر فراز رنگین کمان! من دیوانه‌ام!
بعد از شهادت‌ها و اعتراف‌ها، قاضی به پینک می‌گوید تا به حال نشنیده کسی در این حد لایق مجازات باشد. و آزاری را که به مادر و همسرش با کشیدن دیوار بین خود و جهان خارج تحمیل کرده، حال او را به هم می‌زند. و از آنجا که پینک بزرگترین ترسش را آشکار کرده، قاضی پینک را محکوم به آشکار شدن در برابر همتایانش می‌کند و می‌گوید «دیوار را فرو بریز!» و جمعیت نیز همصدا با هم تکرار می‌کنند: دیوار را فرو بریز! دیوار را فرو بریز! 
و سپس صدای فروریختن دیوار به گوش می‌رسد که در آهنگ آخر، «بیرون دیوار» نیز ادامه دارد.
این آهنگ به عنوان اوج/بزنگاه، آلبوم و فیلم شناخته می شود.